# Octavian Smigelschi

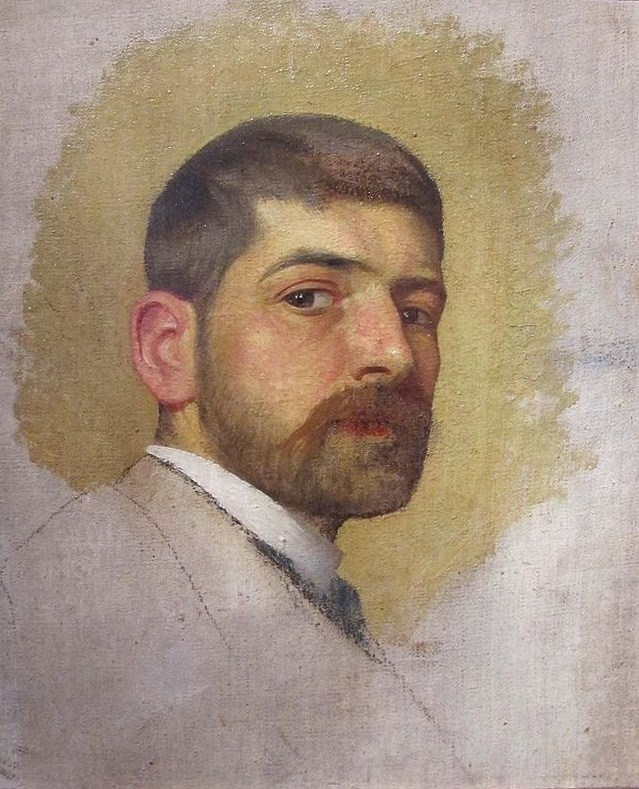
Octavian Smigelschi, zelfportret

Octavian Smigelschi (Hongaars: Szmigelszki Oktáv; Nagyludas, 21 maart 1866 - Boedapest, 10 november 1912) was een Oostenrijks-Hongaars schilder.

## Biografie
Smigelschi werd geboren in het Oostenrijks-Hongaarse Zevenburgen, dat voornamelijk door Hongaren, Roemenen en Saksen werd bewoond. Zijn vader, Mihail Śmigielski, was afkomstig uit het verdeelde Polen. In 1880 trad hij toe tot het Hongaars lyceum in de stad Nagyszeben, niet ver van zijn geboortedorp. Hij volgde schilderlessen bij Carl Dörschlag, een uit Duitsland afkomstige schilder. Nadat hij in 1884 zijn diploma had behaald, studeerde hij verder aan de Hongaarse Modeltekenschool en Tekenlerarenopleiding in Boedapest. Later zou hij kunstleraar worden in Selmecbánya in Opper-Hongarije.
In 1890 houdt hij zijn eerste tentoonstelling in Nagyszeben en in 1892 wordt hij aangesteld tot kunstleraar in het staatslyceum van Erzsébetváros, een baan die hij tot 1911 zou blijven uitoefenen. Hij stierf in 1912 te Boedapest.

## Naam
Smigelschi gebruikte ook Octav als voornaam. Zijn familienaam werd op verschillende andere manieren geschreven: Smigelski, Smighelschi, Szmigelszki of Szmigelschi.

## Galerij

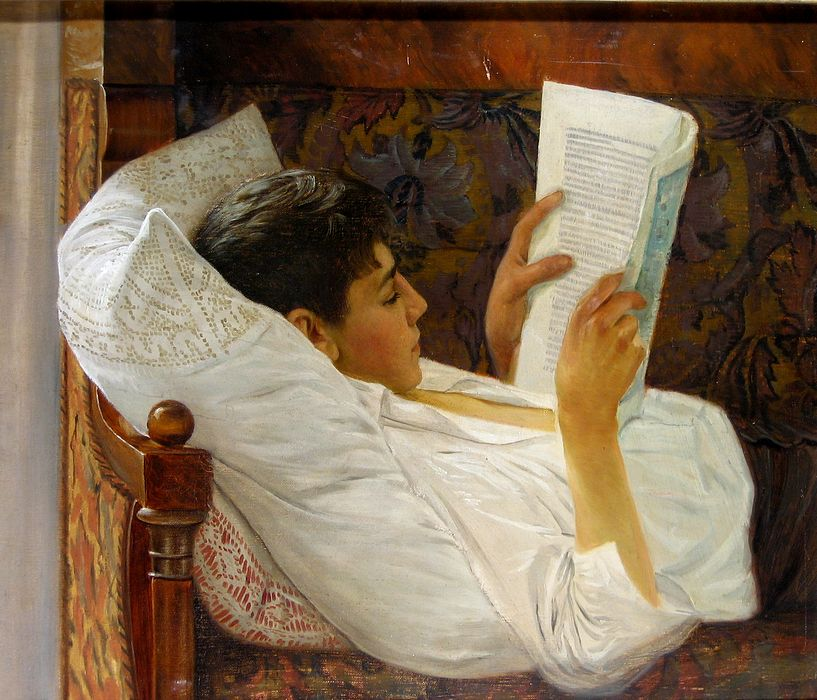
Lezende jongen
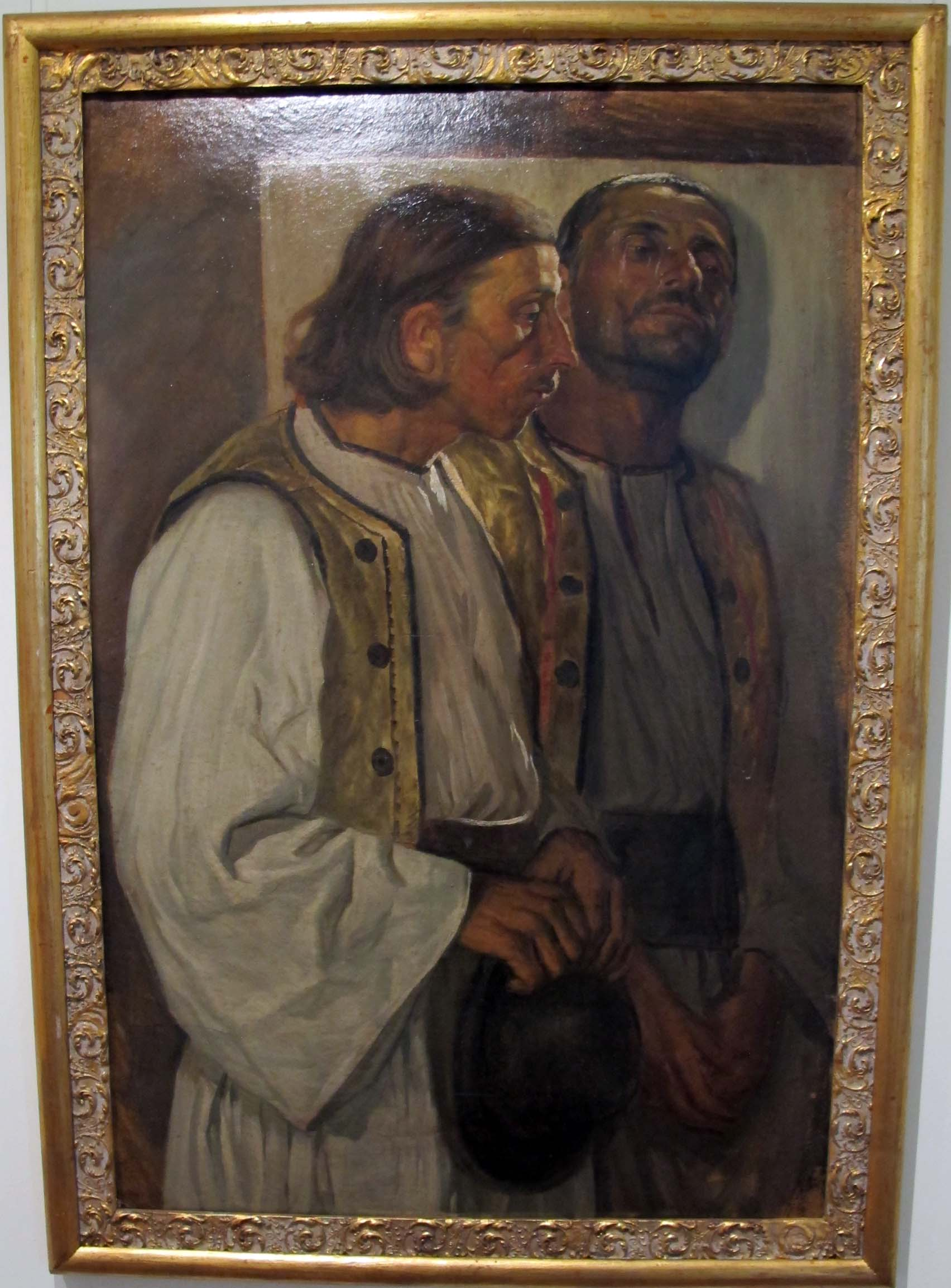
Boeren
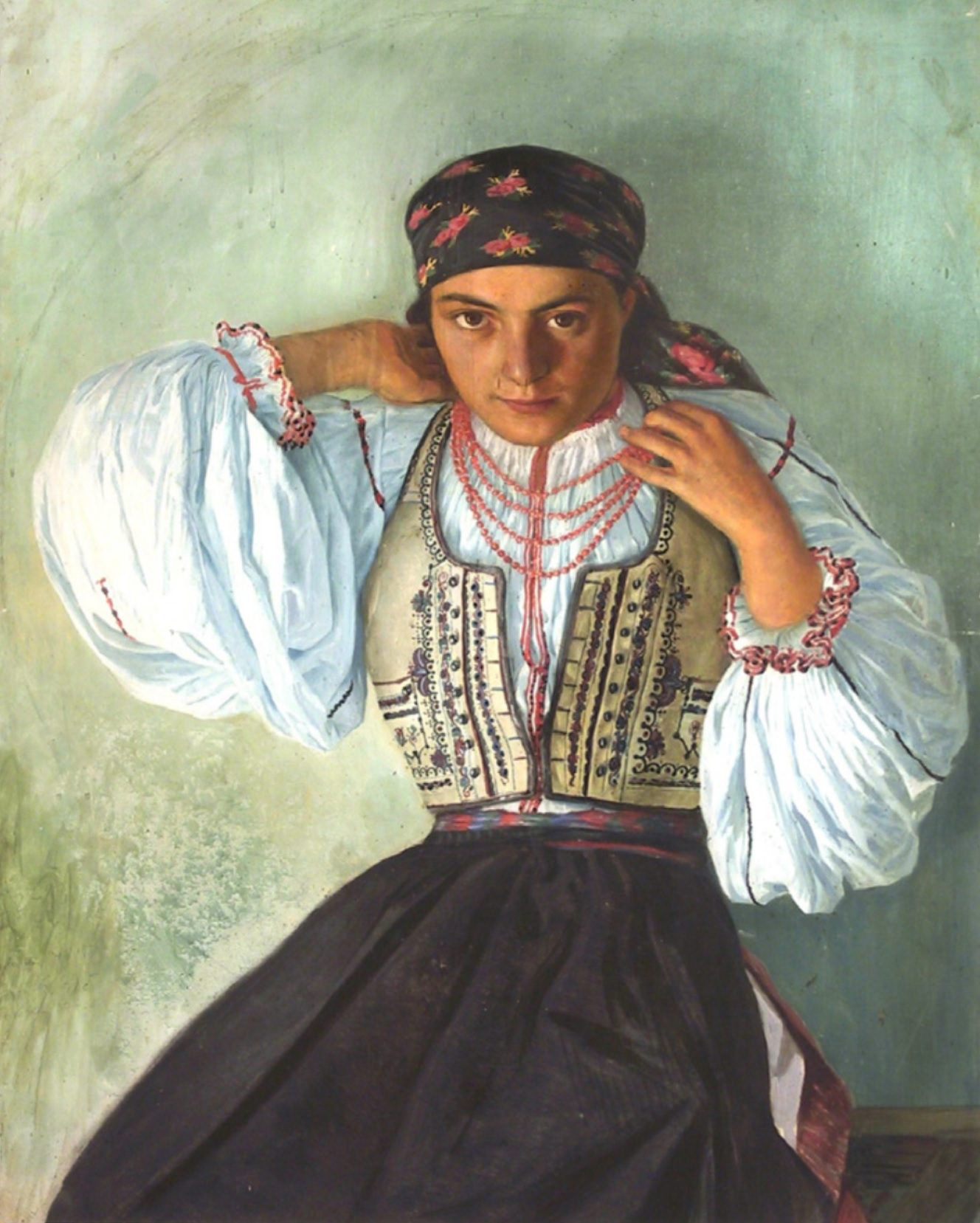
Meisje met kralen

- Gemeinsame Normdatei: 143057863
- International Standard Name Identifier: 0000 0003 5611 0578
- Library of Congress Control Number: n83068093
- Système universitaire de documentation: 166885169
- Virtual International Authority File: 176571364
- WorldCat: E39PBJbMdkRVJDGc97m88Myjmd